# Mnium ilicifolium
Mnium ilicifolium là một loài Rêu trong họ Mniaceae. Loài này được Opiz mô tả khoa học đầu tiên năm 1823.